# Waldgebiet bei Karlshagen
Waldgebiet bei Karlshagen este o arie protejată (arie de protecție specială avifaunistică — SPA) din Germania întinsă pe o suprafață de 143 ha, integral pe uscat.

## Localizare
Centrul sitului Waldgebiet bei Karlshagen este situat la coordonatele 54°07′28″N 13°48′35″E / 54.1244°N 13.8097°E.

## Înființare
Situl Waldgebiet bei Karlshagen a fost declarat arie de protecție specială avifaunistică în septembrie 2014 pentru a proteja 2 specii de animale.

## Biodiversitate
Situată în ecoregiunea continentală, aria protejată nu include niciun habitat protejat.
La baza desemnării sitului se află mai multe specii protejate de  păsări (2): ciocănitoare neagră (Dryocopus martius), codalb (Haliaeetus albicilla).